# Claude Dourthe
Claude Dourthe (Magescq, 20 novembre 1948) è un ex rugbista a 15 e dirigente sportivo francese, tre quarti centro, tuttora il giocatore internazionale più giovane ad avere mai vestito la maglia della Francia.

## Biografia
Nato a Magescq, nel dipartimento del Landes, fu sempre legato al Dax (id.), club nel quale spese l'intera carriera e con il quale, come miglior risultato, giunse fino alla finale del campionato francese del 1973 (che tuttavia non disputò causa infortunio).
Il 27 novembre 1966, all'età di 18 anni e 7 giorni, esordì in Nazionale contro il Sudafrica, divenendo così il più giovane giocatore internazionale francese, battendo il record fino ad allora detenuto da Pepe Dizabo, 18 anni e 99 giorni (1948).
Partecipò a tutti i Cinque Nazioni dal 1967 al 1975, eccezion fatta per il biennio 1970-1971, e fu protagonista del primo Grande Slam francese nella storia del torneo (1968).
Dourthe vanta anche la vittoria nell'edizione 1973, l'unico torneo vinto a pari merito da tutte le cinque partecipanti.
Dopo il ritiro dall'attività agonistica Dourthe continuò la sua professione di medico dentista (esercita a Dax), sebbene rimasto nell'ambiente rugbistico come dirigente della FFR: è stato dapprima addetto alle relazioni con la federazione francese sport universitari ed è, attualmente, dirigente accompagnatore della selezione francese U-19.
È padre di Richard Dourthe, nazionale francese, e suocero di Raphaël Ibañez e di Olivier Magne, rugbisti anch'essi.